# José Antonio Saldías
José Antonio Saldías fue un dramaturgo, periodista, director de teatro y guionista de cine que nació en Buenos Aires, Argentina el 31 de diciembre de 1891 y falleció en la misma ciudad el 14 de marzo de 1946.
Como autor teatral se especializó en la comedia de costumbre y dos de sus mayores éxitos fueron El distinguido ciudadano y El gaucho Robles, ambas escritas en colaboración con Raúl Casariego.

## Semblanza
En el prólogo de la obra La inolvidable bohemia porteña publicado en 1968, su amigo el escritor Roberto Tálice lo retrataba en esta forma:

"De renegrido cabello, habitualmente peinado hacia atrás, cuyo ondulado ensortijamiento coronaba una amplia frente, armoniosamente combada; ojos grandes, de redondez nada común y mirar inmóvil, como exteriorizando asombro y estupefacción frente al espectáculo de la vida y del hombre; pómulos que sobresalían de carnosas mejillas de morena tez; de labios gruesos que revelaban sensualidad y de voz pronunciadamente varonil que llegaba al interlocutor cautivamente suavizada por un natural tono amistoso y cordial; de trascendida robustez, espaldas amplias, piernas fuertes, algo arqueadas, que se apoyaban en una pisada firme, a la vez, sustento de una contextura, si no manifiestamente opulenta, de reciedumbre física que no restaba flexibilidad a su porte de marcada elegancia, acentuada por un vestir prolijo, de severo y aporteñado gusto, que nunca alcanzó desbordado acicalamiento ni llegó a llamativa pulcritud. Así fue El Toba, íntimamente llamado por sus familiares y más allegados amigos, José Antonio saldías para todos los demás"

## Biografía
Era hijo del abogado e historiador Adolfo Saldías y en 1908 ingresó a la Escuela Naval Militar, donde fue expulsado a fines de 1910 por haber publicado una revista -La Semana Chichona-de la cual se hacía un solo ejemplar que circulaba entre sus compañeros en forma clandestina, en la cual entre otros materiales había una caricatura de un superior. Al llegar a su casa, su padre colocó su ropa en un coche de plaza y lo expulsó también de la casa. Cuando a poco sus fondos estaban extinguiéndose buscó apoyo en una tía -que se tradujo en algunos muebles viejos y en un billete de $ 100.- que le solventaron un año del alquiler de una pieza a razón de $ 14.- por mes- lo que le permitió conservar su independencia hasta tener ingresos propios. 
Fue profesor de arte escénico en el Conservatorio Nacional. 

## Periodismo
Saldías fue entonces al diario La Razón, donde lo admitieron como principiante. A lo largo de su vida trabajó en varias publicaciones periódicas: La Verdad, La Tarde, Última Hora, Tribuna, La Argentina, suplemento literario de La Nación, Sherlock Holmes, La Novela Semanal, El Suplemento, ¡Aquí está!, Bombos y Palos, La Razón, Fray Mocho, La Novela Semanal, entre otras. También estuvo en la redacción original del Diario Crítica cuando nació en 1913.

## Autor y director teatral
Saldrías le había pedido un préstamo al actor Pancho Arana y ofreció a cambio escribirle una obra, cosa que cumplió en cuatro días: se trataba de Noches de garufa, que fue estrenada en el Teatro Nacional Norte el 23 de diciembre de 1913. En 1915 en colaboración con Raúl Casariego escribieron El distinguido ciudadano que con gran éxito representó Roberto Casaux en el Teatro Apolo. El mismo dúo escribió El gaucho Robles, un gran éxito de Angelina Pagano. Otro gran éxito fue El caballo de Bastos, representada por Casaux y Lola Membrives y a partir de allí su nombre cobró difusión en las compañías de teatro. Sus obras interesaron a la compañía Vittone-Pomar, al empresario Pascual Carcavallo para el Teatro Nacional, a Blanca Podestá que le estrenó Blasones de plata en 1917 y Los héroes del Marne en 1919, a Muiño-Alippi que le representó El candidato del pueblo y El compañero de pieza en 1918 llegando a 240 representaciones.
Por más de veinte años escribió para el teatro desde que dio a conocer su primera obra, hasta llegar a unas sesenta y dice Blas Raúl Gallo que le habrá faltado el tiempo para cumplir las exigencias de una demanda que se dice le permitía obtener con una de sus comedias ochenta mil pesos en una temporada, lo que en esa época era una verdadera fortuna, reflejándose ello en una reducción de la calidad en beneficio de la cantidad.
Esto lo diferenció de grandes saineteros como Alberto Novión, Carlos Mauricio Pacheco y Nemesio Trejo que lo precedieron, en cuyas obras el ambiente resultaba de la pintura de los tipos de arrabal que presentaban sin ahorrar tinta; Saldías, en cambio, utiliza grupos parciales de sectores definidos con los que, en conjunto, muestra aspectos de la ciudad. Así en Corrientes y Esmeralda muestra bailarinas de cabaré, canillitas,  cocainómanos, compadritos, pícaros, rufianes, vividores, etc. que conjuntamente proporcionan un cuadro de la famosa esquina, pero le faltó vigor en su planteamiento escénico y profundidad en la sicología de los personajes para sintetizarlos en arquetipos.
En 1922 escribió la canción campera El pañuelo de seda que musicalizó José María Aguilar y algunos tangos para ser cantados en sus obras fueron, en 1924 su primer tango, Bizcochito cuya letra escribiera para su obra La Porota y que estrenó en Montevideo interpretado en el escenario por Carlos Marambio Catán, Muchachita de Montmartre que estrenó José Cicarelli en la pieza del mismo nombre en el Teatro Nacional el 7 de agosto de 1925 y ¡Perdón, Viejita!, ambos con música de Osvaldo Fresedo que grabó Carlos Gardel. La letra de este tango inspiró el guion del filme mudo Perdón, viejita dirigido en 1927 por José Agustín Ferreyra.
También escribió novelas que aparecieron en La Novela Semanal y otras revistas y los libros La Patria Nueva, La Maestrita y La Casa de mi Niñez.
En 1926 codirigió con Discépolo la compañía Perelli-de la Vega en una gira que realizó por Mendoza, Córdoba, Rosario, Chile, Perú, Tucumán y Montevideo interpretando exclusivamente obras de autores nacionales como Martínez Cuitiño, García Velloso, Pico, Storni, Escobar y González Castillo, funciones precedidas por conferencias en las cuales los directores ilustraban sobre la obra y acerca del el autor para facilitar la comprensión de la primera y dar a conocer la personalidad del segundo.
En 1927 dirigió la Compañía de Teatro Breve que encabezaba José Ramírez realizando en Montevideo una temporada brillante en la cual las obras de Discépolo lograron sus mejores éxitos.
Durante sus últimos años fue director de Servicios de Prensa y Propaganda de Argentores y director del Boletín de Estudios del Instituto del Teatro que él había fundado; no escribió para el teatro pero sí una serie de notas y artículos sobre hechos y personajes del mismo entre los que se destacan sus estudios sobre Roberto Casaux, Mariano Galé y Alberto Novión.
Saldías falleció en Buenos Aires el 14 de marzo de 1946.

## Valoración
Cuando escribió Saldías sus obras, el barrio comenzaba a desdibujarse en la ciudad de Buenos Aires, la mayor comunicación gracias al tranvía eléctrico y la apertura, ensanche y pavimentación de calles y avenidas, el desarrollo de nuevas fábricas, talleres y comercios minoristas, entremezclaban los distintos barrios debilitando sus idiosincrasias. Saldías no se detuvo en el concepto localista de "un barrio" y el lenguaje que utiliza -quizás influenciado por su labor periodística- saturado de galicismos y barbarismos pertenece tanto a los habitantes "del centro" como al de los arrabales. Entre los extremos del sainete orillero de La cortada (1919) y del sainete urbano de Corrientes y Esmeralda (1920) era capaz de hacer subir al escenario personajes de la clase media o simplemente desclasados, que en ambientes disímiles reflejaban aspectos de sus vidas a través de conflictos sin trascendencia. Con un vocabulario populachero, gráfico, podía resaltar rasgos típicos al mismo tiempo que provcaba hilaridad.
Como comediógrafo partió del éxito espectacular de El distinguido ciudadano en octubre de 1916, en el cual con habilidad intercaló entre los personajes de comedia otros que eran propios del sainete. Así es que posteriormente El caballo de Bastos mostraba las andanzas del risueño y pintoresco sirviente Baulito, interpretado entonces por César Ratti que por entonces comenaba a destacarse. Tanto en esta obra como en La cagnotte, Saldías exhibe su capacidad de hábil observador de los tipos y caracteres de los personajes vinculados al juego y, sobre todo a la descripción del ambiente en el que desarrollan tal actividad.
Dijo Vicente Martínez Cuitiño en El café de los Inmortales refiriéndose a Saldías:

"Si se exceptúa una que otra obra en su repertorio de más de sesenta piezas adviértese esta gracia singular; todos sus temas son porteños y en su desarrollo le han salido, fuera de las obras mencionadas, alegres frisos populares, jubilosas notas ciudadanas."

## Filmografía
Guionista
- Turbión (1938) (diálogo)
- Cadetes de San Martín (1937)

## Obras teatrales
- La gringa Federika
- Mire que es chiquito el mundo
- La bohemia loca
- El distinguido ciudadano
- La casa de barro
- La casa de las fieras
- La cortada
- La leona de Castilla
- La montonera
- La muchacha de Montmartre
- Glosario pueblerino
- Mariquita Naranjazo
- El pollo Almada
- No hay tierra como mi tierra
- Ocho en línea
- Siga el corso!
- La señora ministra
- Corrientes y Esmeralda
- Blasones de plata
- Jesús Moreira
- Carnet policial
- Delirio de grandezas
- El caballo de bastos
- El candidato del pueblo
- El compañero de pieza
- El divino tesoro
- El pecado de amar
- El Petit salón
- Boheme. Cuatro episodios románticos
- El gaucho Robles (en colab. con Raúl Casariego)
- La perla de la Madonna (en colab. con Raúl Fernando Eguía)
- El comité de Loma Verde (en colab. con Raúl Fernando Eguía)

- Los Angelitos